# Cadillac Model Thirty
Cadillac Model Thirty — автомобиль, представленный в декабре 1909 года подразделением Cadillac компании General Motors и выпускавшийся до 1911 года. До 1912 года это был единственный автомобиль Cadillac, основанный на Model G (1907). Model 1912, Model 1913 и Model 1914 имели сходства с Model Thirty, однако в них применялись двигатели большего объёма. В Model Thirty применялся L-образный четырёхцилиндровый двигатель объёмом 3,7 л (226,2 кубических дюймов). Model 30 1912 года выпуска стал первым серийным автомобилем с электрическим стартером (вместо заводного рычага, пружины или другого раннего метода запуска двигателя).
В 1915 году на смену Cadillac Model 30 пришёл Cadillac Type 51 — первый автомобиль с двигателем V8.

## Двигатель и кузов
- 1911 Cadillac Model 30 (двигатель)
- 1909 Cadillac Model 30 (вид спереди)
- 1912 Cadillac Model 30 (вид сзади)

Cadillac Model 30 1910 года выпуска стал первым автомобилем с закрытым кузовом, выпущенным американским автопроизводителем.
Автомобили Cadillac Model 30 оснащались четырёхцилиндровым двигателем с боковым клапаном объёмом 3,7 л (226,2 кубических дюймов) и трансмиссией со скользящими шестернями, которые применялись в Model G. В 1910 году рабочий объём двигателя был увеличен до 4,2 л (255,4 кубических дюймов), в 1911—1912 годах — до 4,7 л (286,3 кубических дюймов), а в 1913 году — до 6,0 л (365,8 кубических дюймов). Увеличение рабочего объёма связано с увеличением диаметра цилиндра (в 1910—1912 годах) и хода поршня (в 1913 году).

## Электрический стартер
Cadillac Model 30 1912 года выпуска получил премию Dewar Trophy за свою электрическую систему, включая электрический стартер.